# Ranunculus aquatilis
A planta aquática Ranunculus aquatilis é uma herbácea perene da família Ranunculaceae.